# 赵季良
赵季良（883年—946年），字德彰，中国五代十国时期政权后梁、晋、后唐、后蜀官员，后蜀年间为宰相。

## 后梁及晋国年间
赵季良家世背景不详，济阴人。父赵胤，是唐朝的穀熟令。
赵季良年轻时读书史，擅长吏治，很善于骑射。后梁保义军节度使王檀闻其名，辟为节度推官。魏博节度使杨师厚又迁他为魏州都督府司录参军。杨师厚去世后，魏博兵变投降晋国。晋王李存勖进入魏博军部邺都，召见他并对话，以他有文武才略，授大理评事，仍任司录参军，充义胜都指挥使。军中谋议多咨询他。
天祐十九年（922年）十二月，李存勖因魏州人多有欠税，责怪负责收税的赵季良。赵季良问：“殿下何时当平河南？”李存勖怒道：“你的职责在督税，不修本职，怎敢干预我军事！”赵季良对答：“殿下正在图谋攻取，却不爱百姓，一旦百姓离心，恐怕河北也不是殿下所有的了，何况河南！”李存勖高兴了，向前移座，感谢他：“没有君这番话，我几乎失了大计。”从此重视他，让他参与决策。迁兴唐府少尹，仍任司录参军。他曾梦见手扶御座，自称是辅佐之象，从此常说天时人事，李存勖也很采纳他的话。

## 后唐年间
二十年（923年）四月，李存勖称帝，建立新政权后唐，即后唐庄宗皇帝。同光元年（923年）十月，灭后梁，并其地。授赵季良光禄少卿兼洛南水陆营田都制置使。
三年（925年），庄宗派军灭西南邻国前蜀。但不久他在都城洛阳的兴教门之变中被杀。叛将之一的庄宗养兄李嗣源登基，即明宗皇帝。迁赵季良为太仆卿。明宗新宰相任圜判三司，荐赵季良为盐铁判官。天成元年（926年）十月，身为灭前蜀众将之一的任圜因知道蜀地富饶，想从中抽取财物补充国库，于是遣赵季良为西川节度使孟知祥官告国信兼三川都制置转运使，授检校户部尚书，出使西川军部成都，加孟知祥为太尉、兼侍中、平原公。但当赵季良到后，控制原前蜀主要领地且系庄宗而非明宗所任的孟知祥只同意输送原来前蜀府库的财物，拒绝输送租税，赵季良也不敢言及履职之事。十二月，赵季良等将蜀地金帛十亿运到洛阳，支持了正匮乏的朝廷。孟知祥因与赵季良有旧交，将其留下。雅州刺史赵进来谒见孟知祥，孟知祥因赵进是邺都之变首乱者，要诛杀他。赵进很害怕，赵季良进谏说：“庄宗末年，天下思乱，不只是贝州、魏州一处。公是国之懿亲（孟知祥为庄宗姐夫），应该问责、明正典刑，赵进自知必死而归命於我，可以抚纳以观其后效。”孟知祥采纳。明宗要孟知祥和赵季良授与赵季良同去成都的检校兵部郎中李昊榷盐、度支、户部之一的官职，但李昊长期没有得到授官。孟知祥累次上表奏请留赵季良为西川节度副使，明宗不同意。孟知祥杀监军李严后，自行署赵季良为副使。二年（927年）四月，明宗不得已而同意。李昊辞归洛阳，孟知祥才辟他为观察推官。事无大小，孟知祥都与赵季良参谋决议。赵季良从此倾心效力孟知祥，为其心腹，相处融洽。如果入见稍迟，孟知祥就看着左右说：“副使怎么来那么迟？”然后与赵季良谈话终日，对赵季良言无不从。三年（928年）三月，朝廷迁赵季良为果州团练使，以仆射何瓒代，孟知祥藏匿诏书，秘密上表留赵季良，不被许，又遣将雷廷鲁去洛阳相请，明宗不得已而同意，改何瓒为行军司马，何瓒耻于辞职，不得已前来成都。
赵季良通敏善谋略。明宗政府与孟知祥和同样为庄宗所任的东川节度使董璋的关系后来恶化到政府怀疑两镇谋反的地步，受到威胁的两节度使也果然谋反。十月，董璋遣人请求和孟知祥结亲以结盟，孟知祥心恨董璋，起初没同意，赵季良则认为应该联合，而拒绝朝廷使者。孟知祥于是将女儿嫁给董璋子，并上报请求罢免朝廷所任的节度使、刺史等。长兴元年（930年）正月，孟知祥派赵季良去东川军部梓州结盟对抗朝廷。二月，赵季良回到成都，对孟知祥说：“董公贪残好胜，志大谋短，终为西川之患。”
九月，西川进奏官苏愿对孟知祥说朝廷要发大军讨两川。当时朝廷以夏鲁奇、李仁矩分别为武信军和保宁军节度使，赵季良对孟知祥说：“朝廷增兵二镇，张犄角之势，将有不测之祸。公处在亲贤之地，忠信却被怀疑，倘若失了先机，就祸不旋踵了。”孟知祥问他对策，赵季良说：“我甲兵虽众，但势孤易动，请求和东川董璋联合。”建议请求东川军先占领朝廷控制的遂州（武信军军部）和阆州（保宁军军部），再由两川合兵守住剑阁关防止朝廷军队进军两川，这样朝廷兵到的时候，两川就没有内忧了。孟知祥同意了，在遂州和阆州被两川联军攻陷后，由明宗女婿石敬瑭统领的朝廷军队于二年（931年）二月因粮饷不继，放弃讨伐，烧营北归。西川前军告知孟知祥，孟知祥藏其书信，对赵季良说：“北军渐进，奈何？”赵季良扣指说：“过不了绵州，必遁去。”孟知祥问其原因，赵季良答：“我逸彼劳，彼悬军千里，粮尽，能不遁吗！”孟知祥大笑，示以书信。从此很服赵季良的智慧。攻克黔州、夔州后，以赵季良为宁江军（治夔州）留后。
明宗皇帝随后尝试与两川和解，赦免孟、董。因朝廷曾善待其家属，孟知祥想接受和解，但董璋因儿子董光业一家在讨伐两川初期被朝廷诛杀，拒绝和解，且阻断孟知祥从绵州上表的道路。孟知祥与赵季良谋划，想发使者从峡江上表朝廷，时任掌书记的李昊说：“公不和东川商议却自己遣使，那么他日背盟的责任在我方了。”孟知祥起初不想放弃联盟，派使者继续试图说服董璋，董璋不从。二月，赵季良与诸将议遣昭武都监高彦俦率兵攻取壁州以防山南西道军队通过壁州进攻，但李昊反对，指出这样就不可能和朝廷和解了，孟知祥同意。从此赵季良开始厌恶李昊。
孟知祥因自己的提议未能说服董璋，怀疑董璋要对付自己，派赵季良去查探，赵季良回来说：“董璋为人，豺狼之声，狗鼠之行，横征暴敛，好杀恶生，负志刚强，不量人事，用兵好胜，不达天时，而且朝令夕改，喜怒无常，兵有斗心，将无战意，方今以小谋大，不察百姓善恶，有窥四海之心，终作两川之患，料其训练军队、修完城垒，招我健将，挫我使臣，必行雷电之机，不顾山河之誓。”董璋果然于四月发兵讨西川，在杨林镇取胜，声势很大。孟知祥担忧，赵季良从容说：“董璋为人勇而无恩，士卒不附，下人多怨愤，如果他守城就难以攻克，如果野战就可以擒获他了。现在他不守自己的巢穴，对公有利，是自己来送死，是上天把他送给公。董璋用兵时，精锐都在前锋，公应该用弱兵引诱他，用劲卒等待他，开始虽有小败，后必然大捷。董璋素有威名，现在他举兵突然到，人心危惧，公应当亲自出战加强军心。”将领赵廷隐也赞成，说董璋轻而无谋，举兵必败，愿为孟知祥擒之。同时五月董璋又发檄文，并发出给赵季良、赵廷隐和昭武军节度使李肇的书信，称三人和自己同谋，招自己来攻西川。孟知祥将信给赵廷隐，赵廷隐不看，将它投在地上，说：“不过是反间，想让令公杀副使（赵季良）和我赵廷隐罢了。”孟知祥不理会这些书信。他从赵季良建议，亲临前线，留赵季良和都押牙高敬柔守成都。赵季良调度经营，军用无缺。东川军取得几场胜利后，董璋一路杀到弥牟镇，接近成都。东川军迎战孟知祥率领的西川主力军后，起初得胜，但孟知祥所部义胜、定远诸军都知兵马使张公铎发起的反攻击溃了董璋的亲兵，东川军大败。此战赵进戎装入见，请求出战以报孟知祥不杀之恩，被署为前锋监阵使，也先登立下战功。董璋逃归梓州，被部下指挥使潘稠所杀，董璋部下投降孟知祥，孟知祥遂取东川。赵廷隐和武信军留后李仁罕都想做东川节度使，在李昊和赵季良建议下，孟知祥决定自兼东川节度使。他遣李仁罕归本镇，六月以赵廷隐为保宁军留后，赵季良率将吏请孟知祥兼领东川，孟知祥同意。改赵季良为武泰军留后。赵季良又请孟知祥称王，行墨制，赏赐功臣。孟知祥不许。八月，孟知祥在李昊建议下上表请求任赵季良、李仁罕、赵廷隐、宁江军留后张知业、李肇为全权节度使，并自行除授下属刺史。九月，表文送达奉命出使西川回朝的孟知祥外甥供奉官李存瑰。四年（933年）二月，孟知祥未经明宗下令，以墨制任赵季良等五人为节度使。明宗下诏封孟知祥为蜀王。三月，孟知祥宴府僚于前蜀宣华苑，对左右说：“假使王衍（前蜀末代皇帝）不荒于政，有贤臣辅之，李继岌（庄宗子，灭前蜀统帅）这小子岂能很快到这里呢？”赵季良说：“也是天时，不有所废，君何以兴？”孟知祥大喜。当月，明宗下诏册封孟知祥为蜀王，以赵季良等五人为节度使，其中赵季良为检校太保、黔南节度使（即武泰节度使）。但不详赵季良是去武泰军赴任还是留在成都。

## 后蜀年间
十一月，明宗崩，子闵帝继位。应顺元年（934年）正月，犍为出现黄龙，玉局苑有白鹊集合，宣华苑有白龟游泳，赵季良等上表陈说符瑞，率文武百官劝进孟知祥称帝，孟知祥说：“德薄不足辱天命，以蜀王而老，对孤足够了。”赵季良说：“将士大夫尽节效忠于殿下，皆望攀鳞附翼，今不正大统，无以符合军民推戴之心。”闰正月，孟知祥称帝，国号蜀，史称后蜀，他就是后蜀高祖皇帝。二月，他加赵季良为特进守司空兼门下侍郎、同平章事、弘文馆大学士，判三司，仍领节度使。
明德元年（934年）七月，孟知祥病笃，赵季良召善于术数的周仲明，问孟知祥寿命几何，周仲明说：“帝应该做真王，食蜀中二十年俸禄，已经位登九五，寿命是没用的了。”赵季良说：“可以做金縢（周武王病时周公向祖宗祈祷甘愿以身代之的策书）之事吗？”周仲明说：“这是天数，非人力可为。”赵季良又问孟知祥子孙寿命、国祚长短，周仲明说：“二纪（二十四年）多以后，有真人出现，天下一统。”赵季良默然。孟知祥立子孟仁赞为皇太子，写遗诏托付其于赵季良、李仁罕、赵廷隐、枢密使王处回、捧圣控鹤都指挥使张公铎、奉銮肃卫指挥副使侯弘实。当夜孟知祥崩，秘不发丧，王处回在晚上开义兴门告知赵季良，哭泣不已，赵季良正色说，现在强将们握有强军，局势未稳，应该速立孟仁赞为新君，而不是为皇帝驾崩而哭。王处回收回眼泪并道歉。赵季良让王处回去见李仁罕并观察其态度，他俩都怀疑李仁罕可能不愿侍奉一位幼主。王处回到李仁罕家，李仁罕以武备相见，王处回因而没有以孟知祥死讯相告。次日，王处回与赵季良宣告孟知祥死讯及其遗诏，命孟仁赞登基，改名孟昶。九月，孟昶因赵季良有拥戴之功，加守司徒，又自置殿直四番，选将门之子及死王事者的孤儿充当，以李仁罕子李继宏、赵季良子赵元振、张业（即张知业，因避讳孟知祥而改名）子张继昭、侯弘实子侯令钦、赵廷隐子赵崇韬分为都知领之。委政事于赵季良、张业、李仁罕等。十月，张公铎与孟昶近臣医官使韩继勋、丰德库使韩保贞、茶酒库使安思谦等弹劾李仁罕，孟昶不久即在与赵季良、赵廷隐谋划后捕杀了李仁罕。
赵季良又进太保，改领山南节度使，守兴元尹，直至广政二年（939年）七月被孙汉韶取代。三年（940年）四月，赵季良请与其他两宰相门下侍郎、同平章事毋昭裔、中书侍郎、同平章事张业分判三司，于是孟昶命赵季良兼判户部，毋昭裔判盐铁，张业判度支。九年（946年）八月卒，谥文肃。
赵季良死后，张业权力更大，后被孟昶诛杀。

## 性格
赵季良性宽厚，平时常没有喜怒之色。母早亡，事从母如事生母。从弟赵季札、赵季友都做到清显官职。所上的遗表不言及私事，蜀人称赞他。

## 评价
- 《十国春秋》论曰：文肃等诸人，故高祖创业勋臣，史所号五节度使是也。景从霸主，豹变云蒸，可不谓盛焉。而运筹敌忾，克保始终，两赵之功绩茂矣。